# Pite-archipel
De Pite-archipel is een groep eilanden, een archipel in de Botnische Golf voor de monding van de Pite älv die bij Zweden horen. Het is onderdeel van de scherenkust van Norrbotten. De eilanden vallen onder het bestuur van de gemeente Piteå, maar de meeste eilanden zijn niet of niet permanent bewoond. Er staan dan bijvoorbeeld alleen recreatiewoningen. Sommige eilanden waren in het verleden bewoond, maar nu verlaten. Delen van de archipel zijn inmiddels benoemd tot natuurreservaat en kunnen of mogen niet bezocht worden, behalve in nood of bij wetenschappelijk onderzoek. De scherenkust is al millennia bekend bij de Samen en Finnen. De eilanden krijgen daarom in het Zweeds een achtervoegsel: ö, ön, skär of holmen.
Het aantal eilanden is in de loop der eeuwen aan verandering onderhevig geweest. Scandinavië stijgt door de postglaciale opheffing ten opzichte van de rest van Europa en hier is dat merkbaar. Door de stijging van het gebied zijn sommige eilanden aan het vasteland vastgegroeid, sommige eilanden zijn aan elkaar gegroeid en er zijn nieuwe eilanden ontstaan, zonder dat er in het gebied sprake is van vulkanische activiteit. Er is bovendien aan gewerkt, zodat het landoppervlakte van de gemeente Piteå navenant is toegenomen. De meeste eilanden hebben geen verbinding met het vasteland, behalve in de winter. Doordat de Botnische Golf hier voornamelijk een zoetwatergebied is bevriest het water in het gebied en is het mogelijk er over het ijs heen te gaan.
Enkele eilanden hebben nog een vliegveld en schuilcabines met telecommunicatie. Deze worden gebruikt als uitwijkmogelijkheid voor plaatselijke vissers en voor zeezeilers in slecht weer gebruikt. Er staat op sommige van de eilanden ook een kapel.
De archipel strekt zich naar het noorden verder uit in de Lule-archipel en naar het zuiden in de Skellefte-archipel.

## Websites
- (sv)  Kajakleder i Piteå Skärgård. Zweedse kajakfolder met foto's van de eilanden

Eiland: Baggen · Baljan · Bergön · Bergskäret · Bergvättingen · Berkön · Bondökallarna · Bondökallrevet · Bondön · Bursfjärdgrundet · Degerbergsgrundet · Djupgrunden · Döman · Fårön (Piteå) · Fårön (Trundön) · Fjärdvättingen · Fjuksören · Fjuksörrevet · Flottgrunden · Fördärvet · Furuholmen · Görjeskäret · Gråsjähällan · Gråsjälen · Gråsjälgrundet · Grundkallen · Grytan · Guldsmeden · Hällen · Hällskäret · Hällskärsgrundet · Halsören · Hamngrunden · Hamnholmen · Hamnviksgrundet · Hans-Persagrundet · Haraholmsrevet · Huvan · Innersten Bondökallen · Innerstholmen-Bastaholmen · Inre Mjoögrunden · Inre Mörögrundet · Jävre Sandön · Jävreholmen · Klacken · Klemmeten · Klemmetgrundet · Klingergrundet · Klingergrundsrevet · Klinten · Kluntarna · Kluntbrotten · Krokamargit · Lakakallarna · Långörarna · Lappskatagrundet · Lavholmen · Lellrevet · Lill Björn · Lill Rönnskär · Lillhörun · Lill-Leskäret · Lill-Räbben · Lill-Renörarna · Lillrevet · Lill-Sandögrundet · Lill-Sandskäret · Lill-Svinören · Lönngrundet · Lövgrundet · Malen · Malkallen · Medgrundet · Medgrundsrevet · Mellerstön · Mitten Bondökallen · Mjoön · Mörgrundet · Mosesholmen · Näsgrundet · Nörd-Fårön · Nörd-Haraholmen · Nörd-Mörön · Norra revet · Nötögrundet · Nötön · Ol-Svensakallen · Ol-Svensastenarna · Orrskäret · Orrskärsgrundet · Orrskärsrevet · Örsgrönnan · Patta Peken · Peken · Pitholmen · Pultvikhällan · Rävagrundet · Renön · Renskär · Renskärsrevet · Ringelrevet · Sandöklubben · Sandön · Sandskärsgrundet · Sandskärshörn · Skabbgrundet · Skottgrundet · Sladagrunden · Smågrunden · Söran · Sör-Fårön · Sör-Haraholmen · Spaningsören · Stenskäret · Stor Dödmannen · Storfjärdsgrunden · Storgrundet · Storhörun · Stor-Leskäret · Stor-Räbben · Stor-Renörarna · Storrevet · Stor-Sandskäret · Storstenen · Storstenrevet · Stor-Svinören · Tallskäret · Timmermannen · Trundön · Trutgrundet (Bergön) · Trutgrundet (Bondön) · Tvarun · Vargön · Västra revet · Vidvästern · Vorrskärsgrundet · Yttersten Bondökallen · Ytterstholmen · Yttre Degerstensgrundet · Yttre Mjoögrunden · Yttre Mörögrundet · Yxvättingen
Ondiepte: Storstengrundet